# Hans Günter Winkler
Hans Günter Winkler (Barmen, 24 luglio 1926 – Warendorf, 9 luglio 2018) è stato un cavaliere tedesco.
Vanta sei partecipazioni ai Giochi olimpici e sette medaglie conquistate nell'Equitazione, di cui però solo una a livello individuale (l'oro di Melbourne 1956). Dopo la costruzione del muro di Berlino ha gareggiato per la Germania Ovest.

## Biografia
Vincitore della I edizione dei Campionati europei di salto ostacoli, nel 1957 a Rotterdam.

## Palmarès
- Oro a Melbourne 1956 (concorso individuale)
- Oro a Melbourne 1956 (concorso a squadre)
- Oro a Roma 1960 (concorso a squadre)
- Oro a Tokyo 1964 (concorso a squadre)
- Oro a Monaco di Baviera 1972 (concorso a squadre)
- Argento a Montreal 1976 (concorso a squadre)
- Bronzo a Città del Messico 1968 (concorso a squadre)